# NK Zagorje
El NK Zagorje es un equipo de fútbol de Eslovenia que juega en la 3. SNL, la tercera división de fútbol en el país.

## Historia
Fue fundado en el año 1923 en la ciudad de Zagorje ob Savi pasando sus años en las divisiones regionales del Reino de Yugoslavia y hasta después de la disolución de Yugoslavia y la independencia de Eslovenia en 1991.
En la temporada 2003/04 finaliza en tercer lugar de la 2. SNL, pero en esa temporada abandonaron varios equipos de la Prva SNL, por lo que fue ascendido a la primera división nacional por primera vez. Su primera experiencia en la primera división fue de solo una temporada luego de terminar en último lugar con solo 13 puntos.

## Rivalidades
Su principal rival es el NK Rudar Trbovlje, equipo de la misma ciudad y que juegan el Derby de Zasavje.